# Zoropsis markamensis
Zoropsis markamensis är en spindelart som beskrevs av Hu och Li 1987. Zoropsis markamensis ingår i släktet Zoropsis och familjen Zoropsidae. Inga underarter finns listade i Catalogue of Life.